# Сырники (село)
Сы́рники (укр. Сирники) — село в Луцкой городской общине Луцкого района Волынской области Украины.
Код КОАТУУ — 0722883707. Население по переписи 2001 года составляет 546 человек. Почтовый индекс — 45633. Телефонный код — 332. Занимает площадь 0,83 км².